# Warhammer 40.000: Dawn of War
Warhammer 40.000: Dawn of War er et RTS-computerspil fra 2004 bygget på Warhammer 40.000 universet. Spillet er udviklet af Relic Entertainment og udgivet af THQ.
Racerne i spillet er:
- Space Marine
- Kaos
- Eldar
- Orker

I spillets kampagne følger man Space Marine styrken Blod Ravens og officeren Gabriel Angelos.
I udvidelsen Winter Assault som udkom i 2005 kom racen Imperial Guard sammen med nye enheder til de eksisterende racer.
I udvidelsen Dark Crusade som er blev færdig i 2006 kan du spille racerne:
- Tau
- Necron

Udvidelsen Soulstorm, som blev udgivet i 2008 tilføjede to nye racer til serien.
- Dark Eldar
- Sisters of Battle